# Président du Parlement européen
Le président du Parlement européen dirige l'ensemble des travaux du Parlement européen. Il est élu pour un mandat d'une durée de deux ans et demi, renouvelable, soit la moitié de la législature de cinq ans. Il incarne le Parlement dans les autres institutions européennes et vis-à-vis de l'extérieur. Assisté par 14 vice-présidents, il supervise l'activité du Parlement et des organes comme le Bureau et la Conférence des présidents. Il préside avec l'aide des vice-présidents les débats en séance plénière : les douze qui se tiennent à Strasbourg et les six séances additionnelles qui se tiennent à Bruxelles.

## Président en exercice du Parlement européen
Jusqu'en 1979 et le passage à l'élection au suffrage universel direct du Parlement, ses membres, et à fortiori, son président étaient désignés par les États.
Paul-Henri Spaak est 1952 et 1954, le premier titulaire de la fonction de président de l'Assemblée commune, ancêtre du Parlement européen.
C'est Robert Schuman, qui est à proprement parler le premier président du Parlement européen (alors appelé Assemblée parlementaire), entre 1958 et 1960.
En 1979, Simone Veil devient la première présidente du Parlement européen élue au suffrage universel. Elle occupe ce poste jusqu'en 1982, avant de céder son siège au néerlandais Piet Dankert.
Le 17 janvier 2017, Antonio Tajani devient président du Parlement européen. Il succède à Martin Schulz, élu le 17 janvier 2012 et réélu le 1er juillet 2014, qui remplace lui-même l'ancien président du Conseil des ministres polonais (1997-2001) Jerzy Buzek, élu le 14 juillet 2009. Hans-Gert Pöttering préside l'institution du 18 janvier 2007 (élection le 16 janvier) au 14 juillet 2009. Il succède à Josep Borrell Fontelles.
Le 3 juillet 2019, à la suite des élections du parlement Européen du 26 mai 2019, le social-démocrate italien David Sassoli est élu président du Parlement européen. À son décès le 11 janvier 2022, une semaine avant la fin de son mandat, il est remplacé par la première vice-présidente du Parlement, la maltaise Roberta Metsola. Son intérim prend fin aux élections de mi-mandat du 18 janvier 2022, qui voient Roberta Metsola, favorite, élue présidente par la majorité des députés.

## Élections

### 10elégislature: 2024-2029

#### 16 juillet 2024
| Candidats               | Candidats               | Groupe                  | Pays                    | Voix |
| ----------------------- | ----------------------- | ----------------------- | ----------------------- | ---- |
|                         | Roberta Metsola         | PPE                     | Malte                   | 562  |
|                         | Irene Montero           | GUE/NGL                 | Espagne                 | 61   |
| Votes exprimés          | Votes exprimés          | Votes exprimés          | Votes exprimés          | 623  |
| Votes invalides ou nuls | Votes invalides ou nuls | Votes invalides ou nuls | Votes invalides ou nuls | 76   |
| Participation           | Participation           | Participation           | Participation           | 699  |

### 9elégislature: 2019-2024

#### 18 janvier 2022
| Candidats               | Candidats               | Groupe                  | Pays                    | Voix |
| ----------------------- | ----------------------- | ----------------------- | ----------------------- | ---- |
|                         | Roberta Metsola         | PPE                     | Malte                   | 458  |
|                         | Alice Bah Kuhnke        | Verts/ALE               | Suède                   | 101  |
|                         | Sira Rego               | GUE/NGL                 | Espagne                 | 57   |
| Votes exprimés          | Votes exprimés          | Votes exprimés          | Votes exprimés          | 616  |
| Votes invalides ou nuls | Votes invalides ou nuls | Votes invalides ou nuls | Votes invalides ou nuls | 74   |
| Participation           | Participation           | Participation           | Participation           | 690  |

#### 3 juillet 2019
| Candidats       | Candidats       | Groupe          | Pays               | 1er tour | 2e tour |
| Candidats       | Candidats       | Groupe          | Pays               | Voix     | Voix    |
| --------------- | --------------- | --------------- | ------------------ | -------- | ------- |
|                 | David Sassoli   | S&D             | Italie             | 325      | 345     |
|                 | Jan Zahradil    | CRE             | République tchèque | 162      | 160     |
|                 | Ska Keller      | Verts/ALE       | Allemagne          | 133      | 119     |
|                 | Sira Rego       | GUE/NGL         | Espagne            | 42       | 43      |
| Votes exprimés  | Votes exprimés  | Votes exprimés  | Votes exprimés     | 662      | 667     |
| Votes invalides | Votes invalides | Votes invalides | Votes invalides    | 73       | 37      |
| Participation   | Participation   | Participation   | Participation      | 735      | 704     |

### 8elégislature: 2014-2019

#### 17 janvier 2017
Martin Schulz ayant annoncé en novembre 2016 qu'il ne briguerait pas de 3e mandat, c'est donc un nouveau président qui est élu.
Les électeurs sont les membres du Parlement et sont donc 751.
| Candidats      | Candidats        | Groupe         | Pays           | 1er tour | 2e tour | 2e tour | 3e tour | 3e tour | 4e tour | 4e tour |
| Candidats      | Candidats        | Groupe         | Pays           | Voix     | Voix    | +/−     | Voix    | +/−     | Voix    | +/−     |
| -------------- | ---------------- | -------------- | -------------- | -------- | ------- | ------- | ------- | ------- | ------- | ------- |
|                | Antonio Tajani   | PPE            | Italie         | 274      | 287     | 13      | 291     | 4       | 351     | 60      |
|                | Gianni Pittella  | S&D            | Italie         | 183      | 200     | 17      | 199     | 1       | 282     | 83      |
|                | Helga Stevens    | CRE            | Belgique       | 77       | 66      | 11      | 58      | 8       |         |         |
|                | Jean Lambert     | Verts/ALE      | Royaume-Uni    | 56       | 51      | 5       | 53      | 2       |         |         |
|                | Eleonora Forenza | GUE/NGL        | Italie         | 50       | 42      | 8       | 45      | 3       |         |         |
|                | Laurențiu Rebega | ENL            | Roumanie       | 43       | 45      | 2       | 44      | 1       |         |         |
| Votes exprimés | Votes exprimés   | Votes exprimés | Votes exprimés | 683      | 691     | 8       | 690     | 1       | 633     | 47      |
| Participation  | Participation    | Participation  | Participation  | 718      | 725     | 7       | 719     | 6       | 671     | 48      |

#### 1erjuillet 2014
Cette fois encore, et malgré la victoire des conservateurs aux élections européennes, le Parti populaire européen (PPE) et le Parti socialiste européen (PSE) s'allient pour soutenir Martin Schulz, président sortant élu à la moitié du mandat précédent. L'Alliance des démocrates et des libéraux pour l'Europe (ADLE) rejoint la candidature Schultz, lui assurant une confortable majorité, alors que cette fois le groupe des Verts/Alliance libre européenne (Verts/ALE) présente une candidate, tout comme les Conservateurs et réformistes européens (ECR) et la Gauche unitaire européenne/Gauche verte nordique (GUE/NGL).
Martin Schulz (PSE, PPE & ADLE) est largement élu au premier tour, devançant Sajjad Karim (ECR), Pablo Iglesias (GUE) et Ulrike Lunacek (Verts/ALE). La GUE/NGL obtient une voix de moins que leur groupe, les Verts/ALE obtient une de plus mais c'est le candidat conservateur qui dépassé largement son socle, avec 31 voix de plus que le solde de son groupe.
| Candidats            | Candidats            | Groupe    | Pays        | Votes |
| -------------------- | -------------------- | --------- | ----------- | ----- |
|                      | Martin Schulz        | S&D       | Allemagne   | 409   |
|                      | Sajjad Karim         | ECR       | Royaume-Uni | 101   |
|                      | Pablo Iglesias       | GUE/NGL   | Espagne     | 51    |
|                      | Ulrike Lunacek       | Verts/ALE | Autriche    | 51    |
| Votes blancs ou nuls | Votes blancs ou nuls |           |             | 111   |
| Non votants          | Non votants          |           |             | 27    |

### 7elégislature: 2009-2014

#### 17 janvier 2012
| Candidats | Candidats     | Groupe | Pays        | Votes |
| --------- | ------------- | ------ | ----------- | ----- |
|           | Martin Schulz | PSE    | Allemagne   | 387   |
|           | Nirj Deva     | CRE    | Royaume-Uni | 142   |
|           | Diana Wallis  | ALDE   | Royaume-Uni | 141   |

#### 14 juillet 2009
En 2009, le Parti socialiste européen (PSE) et les Verts/Alliance libre européenne ont soutenu le candidat du Parti populaire européen (PPE), qui a facilement réalisé une majorité au premier tour. Le PSE a ainsi perpétué l'accord tacite d'une alternance entre le PPE et le PSE à la présidence du parlement Européen.
| Candidats            | Candidats            | Groupe  | Pays    | Votes |
| -------------------- | -------------------- | ------- | ------- | ----- |
|                      | Jerzy Buzek          | PPE     | Pologne | 555   |
|                      | Eva-Britt Svensson   | GUE/NGL | Suède   | 89    |
| Votes blancs ou nuls | Votes blancs ou nuls |         |         | 69    |

### 6elégislature: 2004-2009

#### 15 janvier 2007
| Candidats | Candidats           | Groupe    | Pays      | Votes |
| --------- | ------------------- | --------- | --------- | ----- |
|           | Hans-Gert Pöttering | PPE-DE    | Allemagne | 450   |
|           | Monica Frassoni     | Verts/ALE | Italie    | 145   |
|           | Francis Wurtz       | GUE/NGL   | France    | 48    |
|           | Jens-Peter Bonde    | IND/DEM   | Danemark  | 46    |

#### 20 juillet 2004
Le président a besoin d'une majorité de voix des députés européens afin d'être élu. Si cela n'est pas le cas au premier tour, des nouveaux candidats peuvent joindre les deuxième et troisième tours.
Dans la pratique, en 2004, le Parti populaire européen (PPE) a soutenu le candidat du Parti socialiste européen (PSE), qui a facilement réalisé une majorité au premier tour. On prévoit que le PSE soutiendra le candidat du PPE pour la deuxième moitié de la législature.
| Candidats | Candidats               | Groupe  | Pays    | Votes |
| --------- | ----------------------- | ------- | ------- | ----- |
|           | Josep Borrell Fontelles | PSE     | Espagne | 388   |
|           | Bronisław Geremek       | ALDE    | Pologne | 208   |
|           | Francis Wurtz           | GUE/NGL | France  | 51    |

## Vice-présidents en exercice
Le président est assisté de quatorze vice-présidents. Ces derniers remplacent le Président dans l'exercice de ses fonctions lorsque cela s'avère nécessaire. Ils sont membres du Bureau du Parlement européen.
| Ordre d'élection | Membres                | Groupe   | Groupe    | État      | Voix | Tour |
| ---------------- | ---------------------- | -------- | --------- | --------- | ---- | ---- |
| 1                | Sabine Verheyen        |          | PPE       | Allemagne | 604  | 1er  |
| 2                | Ewa Kopacz             | Pologne  | PPE       | 572       |      | 1er  |
| 3                | Esteban González Pons  | Espagne  | PPE       | 478       |      | 1er  |
| 4                | Katarina Barley        |          | S&D       | Allemagne | 450  | 1er  |
| 5                | Pina Picierno          | Italie   | S&D       | 405       |      | 1er  |
| 6                | Victor Negrescu        | Roumanie | S&D       | 394       |      | 1er  |
| 7                | Martin Hojsík          |          | Renew     | Slovaquie | 393  | 1er  |
| 8                | Christel Schaldemose   |          | S&D       | Danemark  | 378  | 1er  |
| 9                | Javier López Fernández | Espagne  | S&D       | 377       |      | 1er  |
| 10               | Sophie Wilmès          |          | Renew     | Belgique  | 371  | 1er  |
| 11               | Nicolae Ștefănuță      |          | Verts/ALE | Roumanie  | 347  | 1er  |
| 12               | Roberts Zīle           |          | CRE       | Lettonie  | 490  | 2e   |
| 13               | Antonella Sberna       | Italie   | CRE       | 314       |      | 2e   |
| 14               | Younous Omarjee        |          | GUE/NGL   | France    | 411  | 2e   |

## Questeurs en exercice
Ce sont les membres du Parlement qui traitent des questions administratives qui touchent les députés européens eux-mêmes.

### 9elégislature: 2019-2024

#### 18 janvier 2022
| Ordre d'élection | Membres           | Groupe    | État               | Voix          |
| ---------------- | ----------------- | --------- | ------------------ | ------------- |
| 1                | Anne Sander       | PPE       | France             | 622, 1er tour |
| 2                | Christophe Hansen | PPE       | Luxembourg         | 576, 1er tour |
| 3                | Monika Beňová     | S&D       | Slovaquie          | 487, 1er tour |
| 4                | Fabienne Keller   | RE        | France             | 479, 1er tour |
| 5                | Marcel Kolaja     | Verts/ALE | République tchèque | 344, 2e tour  |

#### 3 juillet 2019
| Ordre d'élection | Membres       | Groupe | État      | Voix          |
| ---------------- | ------------- | ------ | --------- | ------------- |
| 1                | Anne Sander   | PPE    | France    | 407, 1er tour |
| 2                | Monika Beňová | S&D    | Slovaquie | 391, 1er tour |
| 3                | David Casa    | PPE    | Malte     | 391, 1er tour |
| 4                | Gilles Boyer  | RE     | France    | 317, 1er tour |
| 5                | Karol Karski  | CRE    | Pologne   | 261, 2e tour  |

### 8elégislature: 2014-2019

#### 18 janvier 2017
| Ordre d'élection | Membres                  | Groupe | État        | Voix          |
| ---------------- | ------------------------ | ------ | ----------- | ------------- |
| 1                | Élisabeth Morin-Chartier | PPE    | France      | 459, 1er tour |
| 2                | Andrey Kovatchev         | PPE    | Bulgarie    | 432, 1er tour |
| 3                | Vladimír Maňka           | S&D    | Slovaquie   | 332, 1er tour |
| 4                | Catherine Bearder        | ADLE   | Royaume-Uni | 313, 1er tour |
| 5                | Karol Karski             | CRE    | Pologne     | 213, 1er tour |

#### 2 juillet 2014
| Ordre d'élection | Membres                  | Groupe | État        | Voix          |
| ---------------- | ------------------------ | ------ | ----------- | ------------- |
| 1                | Élisabeth Morin-Chartier | PPE    | France      | 452, 1er tour |
| 2                | Bogusław Liberadzki      | S&D    | Pologne     | 443, 1er tour |
| 3                | Catherine Bearder        | ADLE   | Royaume-Uni | 425, 1er tour |
| 4                | Andrey Kovatchev         | PPE    | Bulgarie    | 420, 1er tour |
| 5                | Karol Karski             | CRE    | Pologne     | 347, 2e tour  |

### 7elégislature: 2009-2014

#### 18 janvier 2012
| Ordre d'élection | Membres                     | Groupe  | État               | Voix         |
| ---------------- | --------------------------- | ------- | ------------------ | ------------ |
| 1                | Astrid Lulling              | PPE     | Luxembourg         | 273, 3e tour |
| 2                | Jim Higgins                 | PPE     | Irlande            | 254, 3e tour |
| 3                | Lidia Geringer de Oedenberg | S&D     | Pologne            | 235, 3e tour |
| 4                | Bogusław Liberadzki         | S&D     | Pologne            | 216, 3e tour |
| 5                | Jiří Maštálka               | GUE/NGL | République tchèque | 207, 3e tour |

#### 15 juillet 2009
| Ordre d'élection | Membres                     | Groupe  | État               | Voix          |
| ---------------- | --------------------------- | ------- | ------------------ | ------------- |
| 1                | Lidia Geringer de Oedenberg | S&D     | Pologne            | 398, 1er tour |
| 2                | Jim Higgins                 | PPE     | Irlande            | 352, 1er tour |
| 3                | Astrid Lulling              | PPE     | Luxembourg         | 306, 3e tour  |
| 4                | Jiří Maštálka               | GUE/NGL | République tchèque | 293, 3e tour  |
| 5                | Bill Newton Dunn            | ADLE    | Royaume-Uni        | 208, 3e tour  |

## Doyen
| Doyen                      | Doyen          | Doyen     | Doyen             | Doyen         |
| Nom                        | Parti          | Pays      | Date de naissance | Date de décès |
| -------------------------- | -------------- | --------- | ----------------- | ------------- |
| Louise Weiss               | EPP            | France    | 1893              | 1983          |
| Jacqueline Thome-Patenôtre | GRDE           | France    | 1906              | 1995          |
| Claude Autant-Lara         | Front national | France    | 1901              | 2000          |
| Vasílios Evfremídis        | GUE/NGL        | Grèce     | 1915              | 2000          |
| Otto von Habsburg          | EPP            | Allemagne | 1912              | 2011          |
| Giorgio Napolitano         | PES            | Italie    | 1925              | 2023          |
| Giovanni Berlinguer (it)   | PES            | Italie    | 1924              | 2015          |